# Leandris
Leandris (Oudgrieks: Λεανδρίς) was de vrouw van de Spartaanse koning Anaxander, de twaalfde uit het huis van de Agiaden. Ze was de moeder van de zoon en opvolger van Anaxander, Eurycrates. Over haar eigen familie en afkomst is niets bekend.
Toen de Spartanen tijdens de Tweede Messenische Oorlog Messenië veroverden, ontvoerden ze de Messenische vrouwen en namen ze hen mee als oorlogsbuit. Volgens de legende zou Leandris na een droom besloten hebben om een zekere Cleo uit te kiezen als slavin. Zij was oorspronkelijk een priesteres van Thetis. Leandris zou gevoeld hebben dat de godin Cleo steunde, en zou daarom opgedragen hebben om een tempel voor Thetis te bouwen in Sparta, om een houten schrijn in te bewaren.
Leandris wordt genoemd door de Griekse dichter Pausanias, in zijn Reizen door Griekenland.